# Damien Varley
Damien Varley (Limerick, 29 ottobre 1983) è un rugbista a 15 irlandese, tallonatore del Munster in Pro12.

## Biografia
Proveniente dal rugby scolastico (compagno di squadra di Donnacha Ryan al St. Munchkin's College di Limerick, con cui vinse il campionato di categoria di Munster nel 2002, fu successivamente tesserato per lo Shannon ed esordì nel 2004 per la provincia di Munster in Celtic League.
Nel 2008 fu ingaggiato in Inghilterra dai London Wasps, in cui si fece notare per avere marcato al suo esordio in Premiership la meta della prima vittoria di campionato in tale stagione, contro Leicester, dopo tre sconfitte iniziali in fila.
L'avventura inglese durò solo due incontri e a fine stagione tornò al Munster, con cui vinse la Celtic League 2010-11.
In Nazionale esordì nel 2010 contro l'Australia durante il tour irlandese di metà anno, poi disputò un altro incontro a fine anno con l'Argentina; incluso nella rosa alla Coppa del Mondo di rugby 2011 ma mai utilizzato, ha disputato nel 2014 il suo terzo incontro, a distanza di quasi 4 anni dal più recente, ancora contro l'Argentina.

## Palmarès
- Celtic League: 1
Munster: 2010–11